# Theodore von Kármán

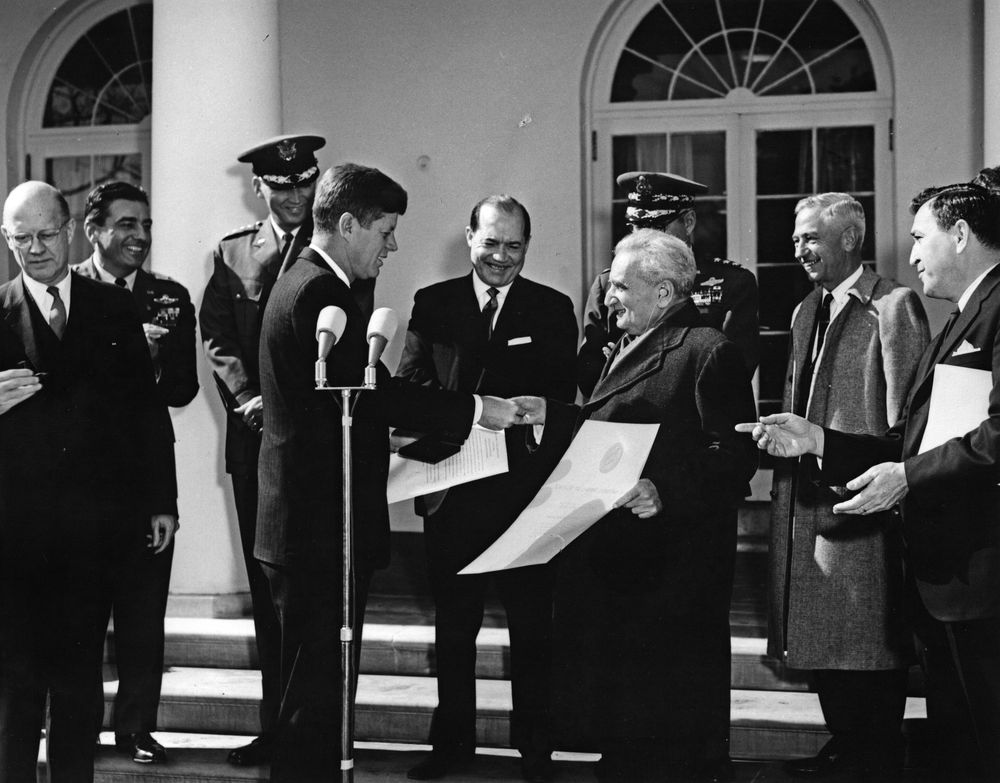
Preşedintele Kennedy acordând un premiul lui Theodore von Kármán

Theodore von Kármán (numele original maghiar: Szőllőskislaki Kármán Tódor) (11 mai 1881 – 7 mai 1963) a fost un inginer maghiaro-american și fizician, care a lucrat în domeniul aeronauticii și astronauticii.

## Contribuții
- ecuația Föppl–von Kármán
- ecuația Falkowich-Kármán
- constanta Kármán
- linia Kármán
- ogiva Kármán

## Lucrări selectate
- Aerodynamics - Selected Topics in the Light of their Historical Development, Cornell University Press, Ithaca, 1954
- Collected Works, (4 Volumes), Von Karman Institute, Rhode St. Genese, 1975 (limited edition book); also Butterworth Scientific Publ., London 1956. Many papers from volumes 1 and 2 are in German.
- From Low Speed Aerodynamics to Astronautics, Pergamon Press, London, 1961
- The Wind and Beyond - Theodore von Kármán Pioneer in Aviation and Pathfinder in Space, Little Brown, 1967 (with L. Edson)
- Mathematical Methods in Engineering, McGraw Hill, 1944 (with M. A. Biot)